# Onoba
Onoba (Gordelhorentjes) is een geslacht van weekdieren uit de klasse van de Gastropoda (slakken).

## Soorten
Voor de volledige soortenlijst zie:  - World Register of Marine Species.
Langs de Nederlandse kust komen het slank gordelhorentje (O. aculeus) en het geribd gordelhorentje (O. semicostata) voor.